# Delio Rodríguez Barros
Delio Rodríguez Barros (Ponteareas, 19 d'abril de 1916 - Vigo, 14 de gener de 1994) va ser un ciclista espanyol que fou professional entre 1936 i 1950, durant els quals va aconseguir 87 victòries, la major part d'elles en competicions espanyoles. Va pertànyer a una família de tradició ciclista en la qual també foren professionals els seus germans Emilio, Manuel i Pastor.
Era un corredor molt veloç, la qual cosa li va servir per aconseguir nombrosos triomfs d'etapa a la Volta a Astúries, la Volta a Burgos, la Volta a Galícia, la Volta a Llevant o la Volta a Catalunya. És el ciclista que més triomfs parcials ha aconseguit a la Volta a Espanya, amb 39 triomfs d'etapa. A la Volta a Espanya és on aconseguirà la seva victòria més important, la primera posició de la general el 1945. També va quedar 3r el 1947, 4t el 1941, 5è el 1946 i 7è el 1942.

## Palmarès
- 1940
  - 1r a la Volta a Àlaba i vencedor de 3 etapes
  - 1r a la Madrid-Salamanca-Madrid i vencedor de 2 etapes
  - 1r a Avilés
  - 1r al Gran Premi de la vila de Vigo
  - 1r al GP del Corpus
  - 1r al GP Vizcaya
  - 1r a Oviedo
  - 1r al Trofeu Masferrer
  - Vencedor d'una etapa de la Volta a Cantàbria
  - Vencedor d'una etapa al Circuit del Nord
- 1941
  - 1r a la Volta a Àlaba i vencedor de 2 etapes
  - 1r al GP de Bilbao
  - 1r al GP Vizcaya
  - 1r a la Madrid-València
  - 1r a la Pujada al Naranco
  - Vencedor de 12 etapes a la Volta a Espanya
  - Vencedor de 5 etapes a la Volta a Catalunya
  - Vencedor de 4 etapes al Circuit del Nord
  - Vencedor de 2 etapes a la Volta a Navarra
- 1942
  - 1r a la Madrid-València
  - Vencedor de 8 etapes a la Volta a Espanya
  - Vencedor de 5 etapes al Circuit Castella i Lleó-Astúries
  - Vencedor de 2 etapes a la Volta a Catalunya
- 1943
  - 1r al Circuit Ribera Jalon
  - 1r al GP Catalunya
  - 1r al GP San Juan
  - 1r del GP Victoria Manresa i vencedor d'una etapa
  - 1r a Madrid
  - 1r a la Madrid-València
  - 1r de la Pujada al Naranco
  - Vencedor de 3 etapes a la Volta a Catalunya
  - Vencedor de 2 etapes al Circuit Castella i Lleó-Astúries
  - Vencedor d'una etapa a la Volta a Llevant
  - Vencedor d'una etapa del Gran Premi Ajuntament de Bilbao
- 1944
  - 1r a Burgos
  - 1r a la Copa Avante
  - 1r a les Festes de Vitòria
  - 1r al GP Liberación
  - 1r al GP Vizcaya
  - Vencedor de 5 etapes a la Volta a Llevant
  - Vencedor de 2 etapes a la Volta a Catalunya
  - Vencedor de 2 etapes a la Volta a Cantàbria
- 1945
  -  1r a la Volta a Espanya, vencedor de 6 etapes i 1r de la Classificació per punts 
  - 1r a la Volta a Galícia i vencedor de 2 etapes
  - 1r al Circuit de Mieres
  - 1r al Circuit dos Campeões
  - 1r al Circuit Ribera Jalon
  - 1r al GP Liberación
  - 1r al Trofeu Francisco Candela
  - Vencedor d'una etapa al Circuit del Nord
- 1946
  - 1r al Circuit de Castro Urdiales
  - 1r al Circuit de Mieres
  - 1r a la Sevilla-Jerez-Sevilla
  - Vencedor de 5 etapes a la Volta a Espanya
  - Vencedor de 4 etapes a la Volta a Castella i Lleó
- 1947
  - Vencedor de 8 etapes a la Volta a Espanya
  - Vencedor de 2 etapes a la Volta a Galícia
  - Vencedor de 2 etapes a la Volta a Astúries
  - Vencedor d'una etapa a la Volta a Castella i Lleó
  - Vencedor d'una etapa a la Volta a Burgos
- 1948
  - Vencedor de 3 etapes a la Volta a Llevant
  - Vencedor de 2 etapes a la Volta a Portugal

### Resultats a la Volta a Espanya
- 1936. 24è de la classificació general
- 1941. 4t de la classificació general. Vencedor de 12 etapes
- 1942. 7è de la classificació general. Vencedor de 8 etapes
- 1945. 1r de la classificació general. Vencedor de 6 etapes. 1r de la classificació per punts
- 1946. 5è de la classificació general. Vencedor de 5 etapes
- 1947. 3r de la classificació general. Vencedor de 8 etapes